# Тауър Бридж
Тауър Бридж е подвижен висящ мост в Лондон, Англия, над р. Темза. Разположен е близо до Лондонската кула (Тауър), от която идва името му. Станал е символ-икона на Лондон.
Мостът се състои от две кули; които са свързани на горното ниво посредством две хоризонтални пешеходни пътеки, които са проектирани да издържат на хоризонталните сили, упражнявани от висящите секции на моста върху приземните страни на кулите. Вертикалният компонент на силите във висящите секции и вертикалните реакции на двете пешеходни пътеки се носят от двете мощни кули. Опорните точки на сгъването на моста и операционните машини се намират в основата на всяка кула. Настоящия цвят на моста датира от 1977, когато е боядисан в червено, бяло и синьо за сребърния юбилей на кралицата. Първоначално е боядисан в шоколадово кафяв цвят.
Тауър Бридж понякога погрешно се нарича Лондонски мост, който е следващият мост нагоре по реката.
Най-близката станция на Лондонското метро е Тауър Хил, а най-близката гара на леката железница е Тауър Гейтуей.
Мостът е построен в периода 1886 – 1894 г. от пет разлини компании и 432 работници. Стойността на проекта е £1 184 000 (£100 милиона през 2011). Мостът е открит на 30 юни 1894 от принца на Уелс Едуард (бъдещият крал Едуард VII) и съпругата му принцеса Александра.
Мостът има 244 м дължина и 65 м височина.

## Галерия
- Мостът в процес на изграждане
- Стара снимка на моста
- Южната кула на моста през 2007 г.
- Тауър Бридж през деня
- Тауър Бридж през нощта